# صلاله
شهرستان صَلاله به عربی (ولایة صَلاله) بزرگ‌ترین شهر و همچنین مرکز استان ظفار در کشور پادشاهی عمان است. صلاله، شهری است بندری که از دو منطقهٔ خشک کوهستانی در شمال، و جنگلی و ساحلی در جنوب تشکیل شده‌است.
کتاب [[عمان از دریچه صلاله]]، در سال 1403 توسط انتشارات ایشتار به چاپ رسید این کتاب مصور ، حاوی اطلاعات ارزشمندی از استان ظفار عمان است. این کتاب را می توانید از سایت طاقچه دریافت کنید و 30 صفحه اول آن را رایگان مطالعه بفرمایید.
یکشنبه ۲۴ مارس ۲۰۱۹ ارتش آمریکا توافقنامه‌ای برای استفاده از دو بندر دقم و صلاله در عمان امضا کرد.
نیروگاه ری‌سوت، در فاصلهٔ سال‌های ۱۳۷۷ تا ۱۳۷۸ خورشیدی، توسط شرکت مپنا در این شهر ساخته شد.

## جمعیت
صلاله بزرگترین شهر در جنوب عمان است. جمعیت این شهر و حومهٔ آن در سال ۲۰۰۹ میلادی برابر با ۱۹۷٬۱۶۹ نفر و در سال ۲۰۱۶ برابر با ۳۴۰٬۸۱۵ نفر گزارش شده‌است. این شهر، زادگاه سلطان قابوس بن سعید بود و سلطان قابوس نیز بیشتر در این شهر اقامت داشت.

## جشنوارهٔ پائیزی صلاله
- جشنوارهٔ پائیزی صلاله

هر سال جشنوارهٔ صلاله که به «جشنوارهٔ پائیزی صلاله» معروف است، در این شهر ساحلی برگزار می‌شود. شهر صلاله، مرکز فعالیت‌های اجتماعی، سیاسی، فرهنگی، اقتصادی و گردشگری عمان به شمار می‌آید.
در این جشنواره، گردشگران زیادی از تمام استان‌های عمان و همچنین کشورهای حوزهٔ خلیج فارس و غیره به این شهر می‌آیند. «خریف صلاله» (خزان صلاله) مفهومی است که نزد گردشگران، باران موسمی و سرسبزی و آب روان را تداعی می‌کند.
در نوار ساحلی شهر صلاله، درختان بلند نارگیل و موز و القافای و قصب قند وجود دارد که بر زیبایی این شهر ساحلی افزوده‌است.

## توریست
صلاله، شهری در استان ظفار عمان، بهشتی زمردین در میان شبه جزیره عربستان است. این شهر به واسطه طبیعت بکر، آب و هوای خنک و مطبوع در فصل گرم سال، و فرهنگ غنی، به یکی از پرطرفدارترین مقاصد گردشگری عمان تبدیل شده است.
یکی از نقاط برجسته صلاله، شهرک هاوانا صلاله است. این شهرک مدرن و تفریحی، با بهره‌گیری از معماری زیبا، امکانات رفاهی و تفریحی متنوع، و ساحل شنی سفید 7 کیلومتری، تجربه‌ای بی‌نظیر از آرامش و لذت را برای گردشگران رقم می‌زند.
در هاوانا صلاله، هتل‌های مجلل، رستوران‌های بین‌المللی، مراکز خرید، و انواع ورزش‌های آبی و زمینی، برای هر سلیقه‌ای چیزی برای ارائه دارند. همچنین، گردشگران می‌توانند از جاذبه‌های طبیعی اطراف صلاله مانند سواحل بکر، کوه‌های سرسبز، و آبشارها دیدن کنند و خاطرات به یاد ماندنی خلق کنند.

## وجهه مذهبی صلاله
مقبرهٔ عمران نبی، (با پدر مریم مقدس اشتباه نشود) در این شهر قرار دارد که این قبر طویل‌ترین قبر جهان با پهنای ۸۰ سانتی‌متر و درازای ۳۰ متر می‌باشد.